# 吉野舞
吉野 舞（よしの まい、1987年5月10日 - ）は、群馬県出身の元タレントである。元ブレーブエンタテインメント所属。

## 人物
- 趣味：DVD鑑賞、ショッピング
- 特技：陸上競技（走高跳）
- 好きな言葉：一石二鳥
- 好きな色：オレンジ・緑
- 2007年7月、芸能人女子フットサルチーム「TEAM SPAZIO」に入団したが、現在は退団している。
- 2008年4月11日付のブログ（現在は閉鎖）でタレントを引退したことを表明。理由は他にやりたいと思う事を見つけたためとのこと。

## メディア

### TV
- 『スッキリ!!』(日本テレビ系)再現VTR

### 広告
- 『ウィルコム』(エイデン)雑誌広告
- JU岐阜イメージキャラクター

### Web＆Mobile
- 『究極アイドルマニア』(アクアスエンターテインメント)